# Grande Rio Bréscia Clube
Grande Rio Bréscia Clube é uma agremiação esportiva da cidade de Magé, no estado do Rio de Janeiro, fundada a 1 de maio de 1982.

## História

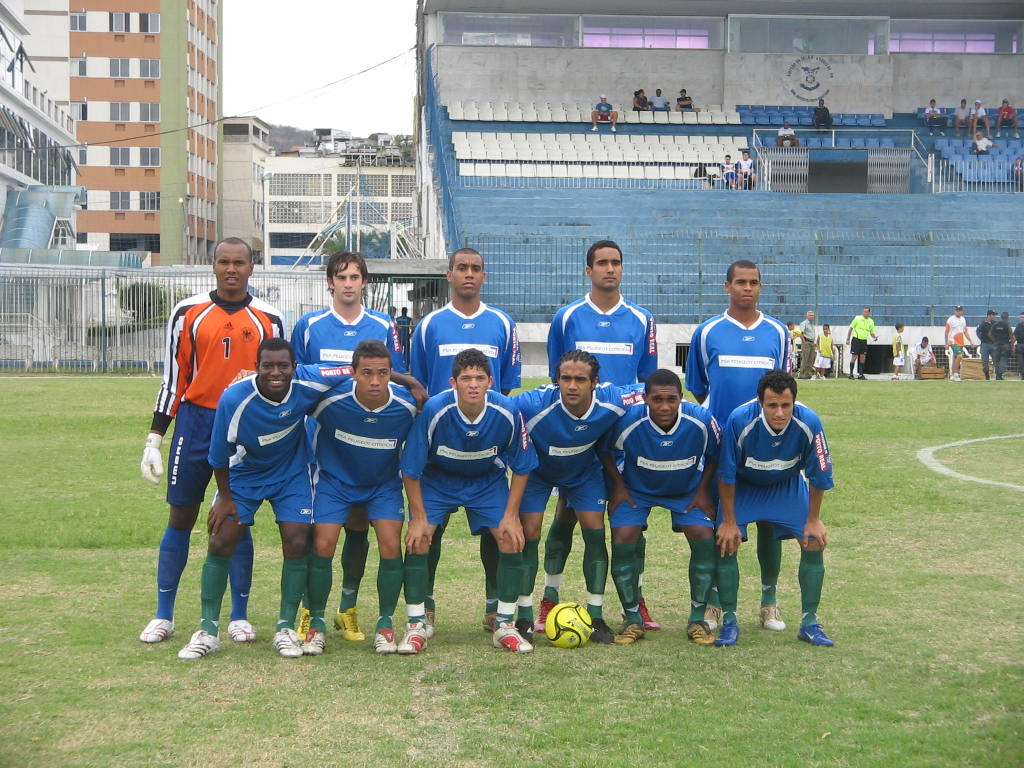
Equipe profissional do Bréscia em 2007.

Surge inicialmente como Associação Desportiva Grande Rio. Os sócios da agremiação se dividiram em 1999. Ênio Faria, um dos investidores, daria origem ao Clube de Futebol Rio de Janeiro, clube filiado à FFERJ, sediado em Piabetá, que disputa todas as competições de base e já está se profissionalizou. Por outro lado, Nilson Gonçalves e alguns outros sócios preferiram dar seqüência ao trabalho que já era feito pelo Grande Rio.
No mesmo ano tiveram início os contatos com dirigentes do Brescia Calcio, atualmente na Segunda Divisão (Série B) do Campeonato Italiano. As conversas evoluíram e proporcionariam um interessante convênio. O clube europeu enviaria material esportivo, forneceria apoio logístico e daria a sua chancela para a abertura de escolinhas, além de permitir o uso de sua marca. Em contrapartida, o clube brasileiro enviaria cinco atletas por temporada para prolongados períodos de testes que variavam de trinta a noventa dias. Aprovados, os jogadores seriam admitidos no clube. A proposta sedutora foi aceita e funcionou como ponto de partida para a profissionalização do Grande Rio, que adotaria novo nome já na temporada seguinte: Grande Rio Brescia Clube Ltda.
O convênio garantiu tranqüilidade e fartura ao Grande Rio durante o período de vigência, que teve fim em 2005 e não foi renovado por conta de mudanças administrativas no comando do clube europeu. Nada faltou ao time de Magé neste período. Na última vez, em 2005, a Receita Federal apreendeu todo o material, achando que eram produtos contrabandeados, havendo a necessidade dos dirigentes argumentarem o contrário e tentarem reavê-lo.
Hoje, mesmo encerrada a parceria, o clube ainda tem autorização para utilizar nome, escudo e uniforme do ex-parceiro europeu. O que terminou foi o conjunto de responsabilidades mútuas que o convênio exigia, e que era separado do acordo de utilização das marcas, mas as relações entre os dirigentes das duas equipes ainda seriam boas.
As relações políticas e a falta de recursos criaram um problema de identidade ao Brescia, que não tem uma praça de esportes própria e manda partidas em diversos lugares a cada temporada. Em 2007, jogou no Estádio Luso-brasileiro, na Ilha do Governador, e no Estádio do Trabalhador, em Resende. No ano anterior, um convênio com o Centro Real levaria o time a jogar em Porto Real, cidade do Sul Fluminense. Em 2008, jogou as partidas em que deteve o mando de campo no Estádio Romário Faria, o Marrentão, em Duque de Caxias.
Até mesmo o uniforme do clube causa confusão. No campeonato de 2008, o clube ia a campo com a camisa oficial do Brescia Calcio. Posteriormente, patrocinado pela montadora Peugeot Citröen, utilizou um uniforme azul sem um escudo que identificasse a equipe.
Em 2009, para a disputa do Campeonato Estadual da Segunda Divisão de Profissionais, o Bréscia passa a mandar os seus jogos em Queimados, no estádio Júlio Kengen, do Queimados Futebol Clube, de acordo com uma parceria fechada com a prefeitura local. A cidade de Queimados, na Baixada Fluminense, seria a nova casa do Grande Rio Bréscia Clube para a disputa do Campeonato Estadual da Série B. O clube teria o apoio da prefeitura e de outro antigo clube da cidade que chegou a integrar o profissionalismo na Terceira Divisão Estadual de 1997: o Queimados Futebol Clube.
Por conta do convênio, o Bréscia fez uma alteração no seu contrato social para jogar com a nova denominação: Queimados Futebol Clube. O clube passou a jogar suas partidas no Estádio Júlio Kengen e adotou o preto e o branco do Queimados como suas cores. Recebe no mesmo ano diversos jogadores do Duque de Caxias Futebol Clube, que não seriam aproveitados no Campeonato Brasileiro da Série B. Tal medida deve ter desmotivado os atletas, pois o clube fez péssima campanha no Carioca da Segunda Divisão.
Ainda na primeira fase do campeonato, a FFERJ invalidou a nova nomenclatura. Por conseguinte,  a parceria com a cidade de Queimados foi desfeita. O clube volta a se chamar Bréscia e a usar o antigo uniforme. A campanha no campeonato da Segunda Divisão é bastante ruim e o time acaba tendo que disputar uma espécie de torneio da morte, o chamado Grupo X, para escapar do rebaixamento. Contudo, a agremiação declina da disputa e, automaticamente, termina rebaixada à Terceira Divisão de 2010. O Bréscia é presidido por Nílson Gonçalves, por anos funcionário do Club de Regatas Vasco da Gama, que também fez parte da diretoria do Duque de Caxias Futebol Clube enquanto Eurico Miranda o apoiou.
Entre 2010 e 2011, o Bréscia permanece licenciado das competições esportivas profissionais. Em março de 2011 envia um ofício comunicando à FFERJ que mudou a sua sede administrativa para o bairro carioca de Jacarepaguá.

## Estatísticas

### Participações
| Competição          | Temporadas | Melhor campanha     | Estreia | Última | P | R |
| ------------------- | ---------- | ------------------- | ------- | ------ | - | - |
| Série B1 do Carioca | 2          | 20º colocado (2009) | 2007    | 2009   | – | – |
| Série B2 do Carioca | 1          | ? colocado (2006)   | 2006    | 2006   | – | – |